# Complementregel
De complementregel is een regel uit de kansrekening die stelt dat de kans op een gebeurtenis {\displaystyle G} gelijk is aan 1 min de kans op het complement van {\displaystyle G}:
{\displaystyle P(G)=1-P({\bar {G}})}
De complementregel is onmiddellijk af te leiden uit de tweede en derde van de axioma's van de kansrekening.
De complementregel wordt toegepast om kansen eenvoudiger te kunnen berekenen. Neem bijvoorbeeld als kansexperiment zes keer met een dobbelsteen te gooien en kijk naar de stochastische variabele {\displaystyle X} die het aantal maal dat men zes gooit telt. Dan is het uitrekenen van {\displaystyle P(X>0)} zonder gebruik te maken van de complementregel een heel karwei. Men moet de kans op 1 keer een zes, twee keer een zes, drie keer een zes, vier keer een zes, vijf keer een zes en zes keer een zes allemaal uitrekenen en optellen. Het complement van {\displaystyle X>0} is echter {\displaystyle X=0}, en dus veel eenvoudiger te berekenen. Men rekent dus:
{\displaystyle P(X>0)=1-P(X=0)=1-\left({\tfrac {5}{6}}\right)^{6}\approx 0{,}6651}